# Richard Heinzmann
Richard Leonhard Heinzmann (* 29. Oktober 1933 in Wiesloch) ist ein deutscher katholischer Theologe.

## Werdegang
Heinzmann studierte in Freiburg im Breisgau und München Philosophie, Theologie sowie Mittellateinische Philologie. Im Juni 1962 legte er an der Theologischen Fakultät der Universität München seine Promotionsschrift mit dem Titel Die Unsterblichkeit der Seele und die Auferstehung des Leibes: eine problemgeschichtliche Untersuchung der frühscholast Sentenzen- und Summenliteratur von Anselm von Laon bis Wilhelm von Auxerre vor. 1973 folgte die Habilitation mit einer Arbeit über Die Summe "Colligite fragmenta" des Magister Hubertus (Clm 28799). Ein Beitrag zur theologischen Systembildung in der Scholastik.
Von 1962 bis 2002 arbeitete er zunächst als Assistent, später als Mitvorstand und Vorstand am Martin-Grabmann-Institut zur Erforschung der Mittelalterlichen Theologie und Philosophie. Er war Professor für Christliche Philosophie und Theologische Propädeutik an der Ludwig-Maximilians-Universität München.
Heinzmann ist Ehrenpräsident des Stiftungsrates der Eugen-Biser-Stiftung, Mitglied der Société internationale pour l’Étude de la Philosophie Médiévale (SIEPM) mit Sitz in Freiburg, der Kommission für die Herausgabe ungedruckter Texte aus der mittelalterlichen Geisteswelt bei der  Bayerischen Akademie der Wissenschaften (BAdW), der  Academia Europaea Scientiarum et Artium in Salzburg sowie bis 2011 Mitglied im Leitungsgremium der  Katholischen Akademie in Bayern.

## Ehrungen
- 2011: Verdienstkreuz am Bande der Bundesrepublik Deutschland

## Veröffentlichungen (Auswahl)
- Richard Heinzmann u. a. (Hrsg.): Lexikon des Dialogs. Grundbegriffe aus Christentum und Islam. Verlag Herder, Freiburg im Breisgau 2013, ISBN 978-3-451-30684-6.
- Theologie der Zukunft. Eugen Biser im Gespräch mit Richard Heinzmann. 3. Auflage. Wissenschaftliche Buchgesellschaft, Darmstadt 2010, ISBN 978-3-534-23499-8.
- Theologie und Wissenschaft. Versuch einer Standortbestimmung. Ukrainische Freie Universität, München 2009, ISBN 978-3-928687-63-8 (übersetzt ins Ukrainische).
- Philosophie des Mittelalters. 3. Auflage. Kohlhammer, Stuttgart 2008, ISBN 978-3-17-020580-2 (übersetzt ins Spanische, Polnische und Tschechische).
- Beiträge in: Dialog aus christlichem Ursprung. Fünf Jahre Eugen Biser Stiftung. Glaukos, Limburg 2008, ISBN 978-3-930428-31-1.
- Mensch und Spiritualität. Eugen Biser und Richard Heinzmann im Gespräch. Wissenschaftliche Buchgesellschaft, Darmstadt 2007, ISBN 978-3-534-20862-3.
- Richard Heinzmann, Mualla Selçuk, Felix Körner (Hrsg.): Menschenwürde. Grundlagen in Christentum und Islam. (Interkulturelle und interreligiöse Symposien der Eugen-Biser-Stiftung, 1). Kohlhammer, Stuttgart 2007, ISBN 978-3-17-020169-9.
- Beitrag in: Peter Graf, Wolfgang G. Gibowski (Hrsg.): Islamische Religionspädagogik. Etablierung eines neuen Faches. Bildungs- und kulturpolitische Initiativen des Landes Niedersachsen. V & R Unipress, Göttingen u. a. 2007, ISBN 978-3-89971-283-4.
- Christlicher Glaube und der Anspruch des Denkens. Beiträge aus der Sicht christlicher Philosophie. Kohlhammer, Stuttgart 1998, ISBN 3-17-015631-4.
- Thomas von Aquin: Eine Einführung in sein Denken. Mit ausgewählten lateinisch-deutschen Texten. Kohlhammer, Stuttgart 1994, ISBN 3-17-011776-9.